# Gornji Petrovci
Gornji Petrovci este o localitate din comuna Gornji Petrovci, Slovenia, cu o populație de 355 de locuitori.